# Pygarctia neomexicana
Pygarctia neomexicana är en fjärilsart som beskrevs av Barnes 1904. Pygarctia neomexicana ingår i släktet Pygarctia och familjen björnspinnare. Inga underarter finns listade.